# 索尔日 (马耶讷省)
索尔日（法語：Saulges，法語發音：[solʒ]）是法国马耶讷省的一个市镇，属于拉瓦勒区。

## 地理
索尔日（47°58'57"N, 0°24'21"W）面积21.81 平方千米，位于法国卢瓦尔河地区大区马耶讷省，该省份为法国西北部内陆省份。
与索尔日接壤的市镇（或旧市镇、城区）包括：巴讷、拉巴祖日德谢姆雷、谢姆雷勒鲁瓦、科塞昂香槟、埃尔沃河畔圣皮埃尔、托里涅昂沙尔尼、韦日、瓦勒迪曼恩。

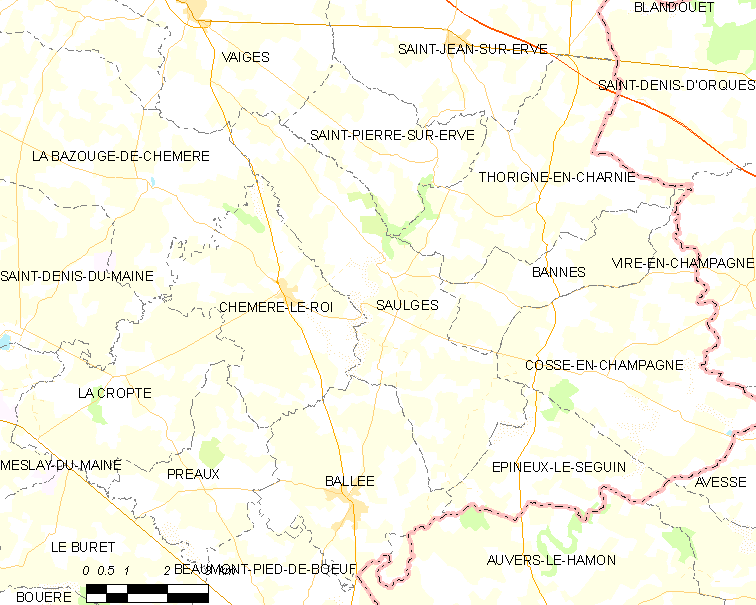
的OSM定位图

索尔日的时区为UTC+01:00、UTC+02:00（夏令时）。

## 行政
索尔日的邮政编码为53340，INSEE市镇编码为53257。

## 政治
索尔日所属的省级选区为梅莱迪迈讷县。

## 人口

1962-2008年间人口变化图示

索尔日于2022年1月1日时的人口数量为328人。